# 슈뢰더 방정식

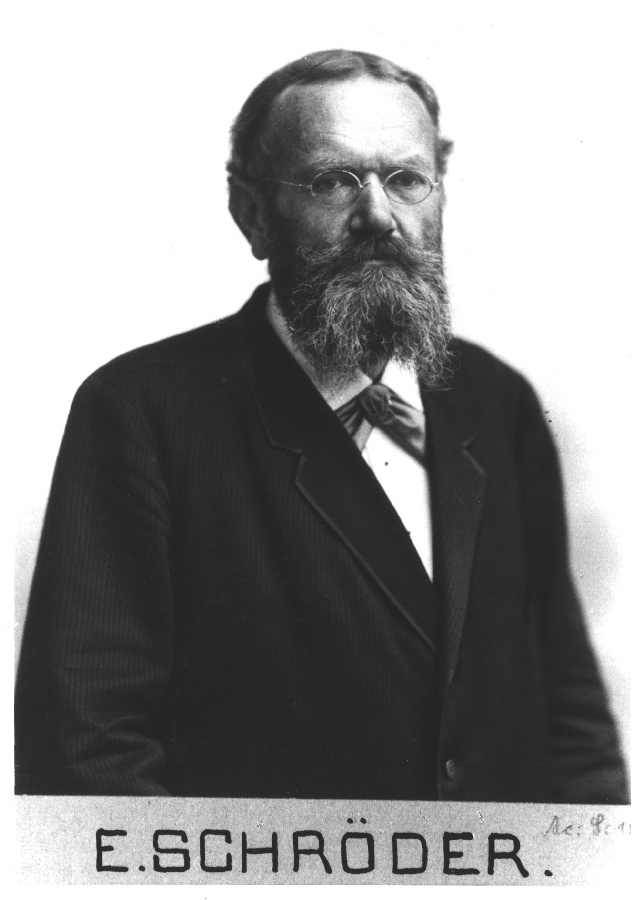
에른스트 슈뢰더(1841~1902)는 1870년에 자신의 이름을 딴 방정식을 공식화했다.

에른스트 슈뢰더의 이름을 딴 슈뢰더 방정식(Schröder's equation)은 하나의 독립 변수를 갖는 함수 방정식이다. 함수 {\displaystyle h}가 주어지면 다음과 같은 함수 {\displaystyle \Psi }를 구한다.
{\displaystyle \forall x\;\;\;\Psi {\big (}h(x){\big )}=s\Psi (x).}
슈뢰더 방정식은 함수 {\displaystyle f}를 {\displaystyle f(h(\cdot ))}로 보내는 합성 연산자 {\displaystyle C_{h}}에 대한 고유값 방정식이다.
{\displaystyle a}가 {\displaystyle h}의 고정점인 경우, 즉, {\displaystyle h(a)=a}이면 {\displaystyle \Psi (a)=0} (또는 {\displaystyle \infty }) {\displaystyle s=1}이다. 따라서, {\displaystyle \Psi (a)}가 유한하고 {\displaystyle \Psi '(a)}가 사라지거나 발산하지 않는 경우 고유값 {\displaystyle s}는 {\displaystyle s=h'(a)}로 제공된다.

## 범함수적 중요성
가브리엘 쾨니히스는 1884년에, {\displaystyle a=0}에 대해 {\displaystyle h}가 단위 원판에 대해 해석적이고, {\displaystyle 0}을 고정시키고 {\displaystyle 0<|h'(0)|<1}이면 슈뢰더 방정식을 만족하는 해석적(자명하지 않은) {\displaystyle \Psi }가 있음을 보여주었다. 이는 해석 함수 공간에서 합성 연산자를 이해하는 데 유용한 긴 정리들의 줄의 첫 번째 단계 중 하나이다.(쾨니히스 함수 참조)
슈뢰더 방정식과 같은 방정식은 자기유사성을 인코딩하는 데 적합하므로 비선형계(종종 구어체로 혼돈 이론이라고도 함) 연구에 광범위하게 활용되었다. 이는 난류 연구와 재규격화군에도 사용된다.
슈뢰더 켤레 함수의 역 {\displaystyle \Phi =\Psi ^{-1}}에 대한 슈뢰더 방정식의 등가 전치 형식은 {\displaystyle h(\Phi (y))=\Phi (sy)}이다. 변수 {\displaystyle \alpha (x)=\log(\Psi (x))/\log(s)}(아벨 함수)의 변경은 슈뢰더의 방정식을 이전 아벨 방정식{\displaystyle \alpha (h(x))=\alpha (x)+1}으로 추가로 변환한다. 마찬가지로, 변수 변환{\displaystyle \Psi (x)=\log(\varphi (x))}은 슈뢰더 방정식을 뵈처 방정식, {\displaystyle \varphi (h(x))=(\varphi (x))^{s}}로 변환한다.
또한, 속도 {\displaystyle \beta (x)=\Psi /\Psi '}에 대해, 줄리아 방정식 {\displaystyle \beta (f(x))=f'(x)\beta (x)}이 성립한다.
대신 슈뢰더 방정식 해의 {\displaystyle n} 제곱은 고유값 {\displaystyle s^{n}}을 갖는 슈뢰더 방정식의 해를 제공한다. 같은 맥락에서 슈뢰더 방정식의 가역적 해 {\displaystyle \Psi (x)}에 대해 (비가역) 함수 {\displaystyle \Psi (x)k\log(\Psi (x))}도 주기가 {\displaystyle \log(s)}인 주기 함수 {\displaystyle k(x)}에 대한 해이다. 슈뢰더 방정식의 모든 해는 이러한 방식으로 관련되어 있다.

## 해
슈뢰더 방정식은 a가 끌개(초끌개는 아님) 고정점인 경우, 즉 {\displaystyle 0<|h'(0)|<1}일 때 가브리엘 쾨니히스(1884)가 풀었다.
초끌개 고정점의 경우 {\displaystyle |h'(0)|=0}이면 슈뢰더의 방정식은 다루기 힘들고 뵈처 방정식으로 변환하는 것이 가장 좋다.
슈뢰더의 1870년 원본 논문으로 거슬러 올라가는 특정 해가 많이 있다.
고정점 주변의 급수 전개와 결과 궤도에 대한 해의 관련 수렴 성질 및 해당 해석적 성질은 세케레시에 의해 설득력 있게 요약되었다. 몇몇 해는 점근적 급수로 제공된다. 칼먼 행렬 참조.

## 응용

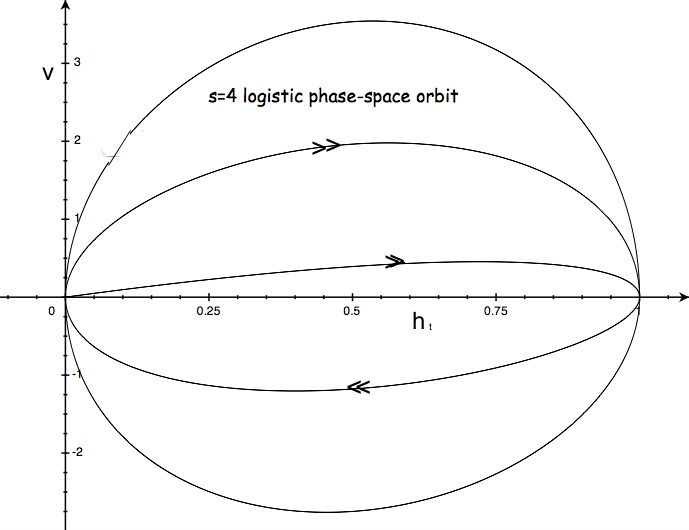
s = 4 혼돈 로지스틱 사상 의 페이즈 공간 궤도의 처음 5개 반주기는 슈뢰더 방정식을 통해 홀로그래픽으로 보간된다. 에 대해 속도 가 표시된다. 항상 모든 를 휩쓸고 있는 궤도에서 혼돈은 분명하다.

{\displaystyle h(x)}에 의해 생성된 시스템(궤도)이 단순한 팽창처럼 보이는 새로운 좌표계를 찾아 이산 동적계를 분석하는 데 사용된다.
보다 구체적으로, 이산 단위 시간 단계가 {\displaystyle x\rightarrow h(x)}에 해당하는 계는 위의 슈뢰더 방정식, 켤레 방정식의 해로부터 재구성된 매끄러운 궤도 (또는 흐름)를 가질 수 있다.
즉, {\displaystyle h(x)=\Psi ^{-1}(s\Psi (x))=h_{1}(x)}.

일반적으로 모든 함수적 반복 (정규 반복 군, 반복 함수 참조)은 궤도에 의해 제공된다.
{\displaystyle h_{t}(x)=\Psi ^{-1}{\big (}s^{t}\Psi (x){\big )},}
실수 t의 경우 — 반드시 양수이거나 정수일 필요는 없다. (따라서 완전 연속 군이다.) {\displaystyle h_{n}(x)}들의 집합, 즉 {\displaystyle h(x)} (반 군)의 모든 양의 정수 반복의 집합을 {\displaystyle h(x)}의 분할 (또는 피카르 수열)이라고 한다.
그러나 {\displaystyle h(x)}의 모든 반복 (분수, 무한소 또는 음수)은 마찬가지로 슈뢰더 방정식을 풀기 위해 결정된 좌표 변환 {\displaystyle \Psi (x)}를 통해 지정된다. 초기 이산 재귀 {\displaystyle x\rightarrow h(x)}의 홀로그램 연속 보간이 구성되었다; 이는 사실상, 전체 궤도이다.
예를 들어, 범함수 제곱근은 {\displaystyle h_{1/2}(x)=\Psi ^{-1}(s^{1/2}\Psi (x))}이므로 {\displaystyle h_{1/2}(h_{1/2}(x))=h(x)}, 등등.
예를 들어, 혼돈의 경우 {\displaystyle h(x)=4x(1-x)}와 같은 로지스틱 사상의 특수 사례는 슈뢰더가 그의 원본 논문 (p. 306)에서,
Ψ(x) = (arcsin √x)2, s = 4, and hence ht(x) = sin2(2t arcsin √x).
실제로 이 해는 일련의 스위치백 전위 {\displaystyle V(x)\propto x(x-1)(n\pi +\arcsin {\sqrt {x}})^{2}}에 의해 결정되는 동작으로 나타나는 것으로 보인다. 이는 슈뢰더 방정식의 영향을 받는 연속 반복의 일반적인 특징이다.
그는 또한 자신의 방법 {\displaystyle h(x)=2x(1-x)}로 설명했던 혼돈이 아닌 경우를 다음과 같이 나타낸다.
Ψ(x) = −⁠1/2⁠ln(1 − 2x), and hence ht(x) = −⁠1/2⁠((1 − 2x)2t − 1).
마찬가지로 베버튼-홀트 모델 {\displaystyle h(x)=x/(2-x)}의 경우 {\displaystyle \Psi (x)=x/(1-x)}를 쉽게 찾을 수 있으므로
{\displaystyle h_{t}(x)=\Psi ^{-1}{\big (}2^{-t}\Psi (x){\big )}={\frac {x}{2^{t}+x(1-2^{t})}}.}

## 같이 보기
- 뵈처 방정식